# Cornelis van Eesteren

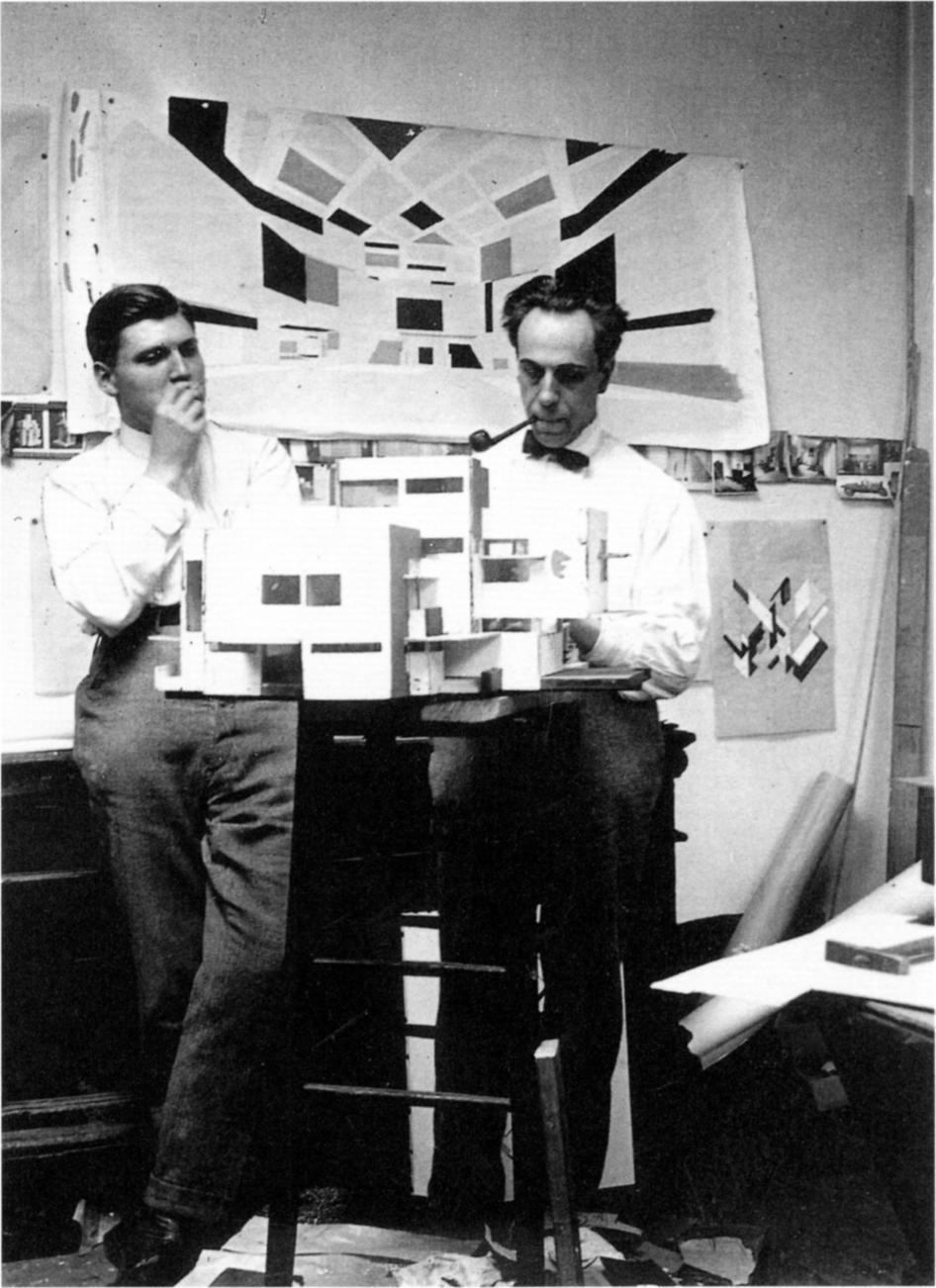
Cornelis van Eesteren und Theo van Doesburg im Pariser Atelier 1923

Cornelis van Eesteren (* 4. Juli 1897 in Alblasserdam; † 21. Februar 1988 in Amsterdam), genannt auch Cor oder Cornelius, war ein niederländischer Architekt und Stadtplaner.

## Leben
Er war ab 1922/1923 Mitglied der Künstlergruppe De Stijl. Seine Idee der funktionalen Stadt setzte er von 1929 bis 1960 als Stadtplaner von Amsterdam um, unter anderem bei der Planung der Siedlung Jeruzalem. Van Eesteren war führend an der Verfassung der Charta von Athen beteiligt. Von 1930 bis 1947 war er Vorsitzender des Congrès International d’Architecture Moderne.